# Beganna

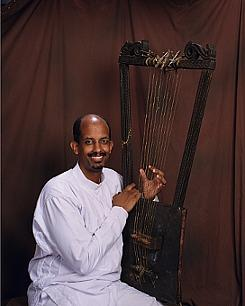
Beganna

De beganna, is een Afrikaans muziekinstrument dat afstamt van de oud-Griekse lier. Het instrument is gemaakt van hout en heeft een met leer bedekte klankkast. De beganna wordt alleen bespeeld door de aristocratie en door priesters uit Ethiopië en omliggende landen.